# Február 5.
Február 5. az év 36. napja a Gergely-naptár szerint. Az évből még 329 (szökőévekben 330) nap van hátra.
Névnapok: Ágota, Ingrid + Abiáta, Adelaida, Adelheid, Agáta, Agrippína, Akilina, Alett, Alida, Elke, Eta, Etelka, Heidi, Izrael, Jáfet, Kájusz, Kolos, Kolozs, Léda, Modeszta, Modesztusz

## Események

### Politikai események
- 1849 – Guyon Richárd a branyiszkói ütközetben legyőzi Franz Deym osztrák császári csapatait.
- 1859 – A két román fejedelemség, Moldva és Havasalföld perszonáluniójával – Bukarest fővárossal – létrejön az Egyesült Román Fejedelemségek, Alexandru Ioan Cuza fejedelem vezetésével.A Julián naptár szerinti dátum január 24.[1][2][3]
- 1885 – Hivatalosan is megalakul a Kongói Szabadállam, II. Lipót belga király személyes gyarmata
- 1939 – Dragiša Cvetković alakít kormányt Jugoszláviában.
- 1971 – Az Apollo–14 Antares nevű holdkompja leszáll a Holdra.
- 1989 – Az utolsó szovjet csapat is elhagyja Afganisztán területét, az afganisztáni háború és tíz évi megszállás után.
- 2008 – Giorgio Napolitano olasz köztársasági elnök feloszlatja a parlamentet.
- 2012 – A konzervatív Sauli Niinistö, a legfőbb kormányzó erő, a Nemzeti Koalíció jelöltje – a leadott szavazatok 65,4 százalékával – nyeri a finn elnökválasztás második fordulóját. (A zöldpárti Pekka Haavisto 34,6 százalékkal a második helyen végzett.)[4]

### Kulturális események
- 1916 – Hugo Ball megnyitja a Cabaret Voltaire-t.

#### Irodalmi, színházi és filmes események
- 1887 - A milánói Scalában bemutatják Giuseppe Verdi Otello című négyfelvonásos operáját.
- 1919 – Charlie Chaplin, Mary Pickford, Douglas Fairbanks és D. W. Griffith megalapítja a United Artists filmstúdiót.
- 1990 – megalakult a MASZK Országos Színészegyesület, még Magyar Színész Kamara néven.[5]

## Születések
- 882 – Muhammad ibn Tugdzs al-Ihsíd egyiptomi fejedelem († 946)
- 1533 – Dudith András a humanizmus tudós, író, pécsi püspök és császári és királyi tanácsos († 1589)
- 1748 – Christian Gottlob Neefe német operaszerző és karmester († 1798)
- 1788 – Sir Robert Peel angol politikus († 1850)
- 1788 – Kisfaludy Károly magyar író, költő, drámaíró, festő († 1830)
- 1795 – Andrássy György császári és királyi kamarás, valódi belső titkos tanácsos, Magyarország főpohárnokmestere, az MTA tagja († 1872)
- 1799 – John Lindley angol botanikus († 1865)
- 1837 – Kerpely Antal magyar kohómérnök, az MTA tagja († 1907).
- 1840 – John Boyd Dunlop skót állatorvos, feltaláló († 1921)
- 1860 – Kner Izidor nyomdász, könyvkötő, könyvkiadó († 1935)
- 1867 – Baranski Gyula ügyvéd, gyorsíró, politikus († 1953)
- 1879 – Szabó Gusztáv magyar gépészmérnök, műegyetemi tanár, országgyűlési képviselő († 1963)
- 1883 – Nagy Lajos Kossuth-díjas magyar író, publicista († 1954)
- 1889 – Berde Mária erdélyi magyar író, költő, műfordító († 1949)
- 1898 – Mosonyi Kálmán magyar ügyvéd, országgyűlési képviselő († ?)
- 1906 – Danÿ Margit Európa-bajnok vívó († 1975)
- 1906 – Homonnai Márton kétszeres olimpiai bajnok vízilabdázó († 1969)
- 1911 – Jussi Björling svéd operaénekes († 1960)
- 1912 – vitéz Duska László hivatásos magyar katonatiszt († 1987)
- 1912 – Pongrácz Zoltán Erkel Ferenc-díjas magyar zeneszerző érdemes művész († 2007)
- 1914 – William S. Burroughs amerikai író, előadóművész († 1997)
- 1919 – Andréasz Papandréu görög politikus, miniszterelnök († 1996)
- 1922 – Alain De Changy belga autóversenyző († 1994)
- 1922 – Szepesi György magyar sportriporter († 2018)
- 1926 – Benedek Ferenc magyar öttusázó, edző († 2020)
- 1927 – Kovács János Jászai Mari-díjas magyar színész, érdemes- és kiváló művész († 1992)
- 1928 – Tarsoly Elemér magyar színész († 1986)
- 1929 – Fred Sinowatz osztrák politikus, az SPÖ elnöke, szövetségi kancellár († 2008)
- 1931 – Juhász Bertalan magyar építőmérnök († 2001)
- 1943 – Moór Marianna Kossuth- és Jászai Mari-díjas magyar színésznő, érdemes és kiváló művész
- 1943 – Michael Mann amerikai filmrendező, forgatókönyvíró, producer
- 1946 – Charlotte Rampling angol fotómodell, színésznő
- 1947 – Gát György magyar rendező, forgatókönyvíró, producer, színész, dramaturg († 2024)
- 1948 – Barbara Hershey amerikai színésznő
- 1956 – Héctor Rebaque mexikói autóversenyző
- 1957 – Veres János közgazdász, politikus, az MSZP alapító tagja, pénzügyminiszter
- 1962 – Jennifer Jason Leigh amerikai színésznő
- 1963 – Haás Vander Péter magyar színész, szinkronszínész († 2015)
- 1967 – Ólafur Elíasson, izlandi-dán képzőművész
- 1970 – Schneider Zoltán Jászai Mari-díjas magyar színész
- 1976 – Tony Jaa thai harcművész, színész, kaszkadőr
- 1982 – Marc Kennedy kanadai curlingjátékos
- 1984 – Carlos Tévez argentin labdarúgó
- 1985 – Cristiano Ronaldo portugál labdarúgó
- 1986 – Páll Mónika magyar színésznő († 2015)
- 1986 – Jānis Strenga olimpiai ezüstérmes lett bobos
- 1986 - Billy Sharp angol labdarúgó
- 1987 – Jiří Jedlička cseh úszó
- 1987 – Yang Dongwon dél-koreai tornász
- 1987 – Henry Golding brit-maláj színész
- 1988 – Kyle J. Simmons brit zenész
- 1989 – Dunai Júlia magyar színésznő
- 1989 – Jeremy Sumpter amerikai színész
- 1992 – Neymar brazil labdarúgó
- 1992 – I Dehun dél-koreai taekwondózó
- 1995 – Pásztor Bence magyar kalapácsvető
- 1995 – Adnan Januzaj belga labdarúgó
- 1996 – Özgü Kaya török színésznő

## Halálozások
- 1519 – Perényi Imre nádor (*?)
- 1807 – Pasquale Paoli korzikai szabadságharcos (* 1725)
- 1822 – Ali Tepeleni pasa albán nemzetiségű oszmán hadvezér (* 1741).
- 1917 – Felletár Emil magyar gyógyszerész, vegyész, szerkesztő (* 1834).
- 1925 – Antti Amatus Aarne finn mesekutató (* 1867)
- 1945 – Jekelfalussy Zoltán, a Monarchia utolsó fiumei kormányzója (* 1862)
- 1947 – Hans Fallada német író (* 1893)
- 1958 – Nagy Antal magyar műbútorasztalos, cégvezető, felsőházi tag (* 1880)
- 1963 – Barsi Ödön magyar színész, író, rendező (* 1904)
- 1971 – Dudich Endre Kossuth-díjas egyetemi tanár, az MTA tagja (* 1895)
- 1971 – Rákosi Mátyás kommunista politikus, az MDP főtitkára, a minisztertanács elnöke (* 1892)
- 1974 – Gáldi László magyar nyelvész, irodalomtörténész, műfordító, szótárszerkesztő (* 1910)
- 1975 – Ősz Ferenc újságíró, humorista, konferanszié (* 1930)
- 1977 – Oskar Klein svéd elméleti fizikus, névadója többek között a Kaluza–Klein-elméletnek (* 1894)
- 1981 – Soós Ferenc világbajnok asztaliteniszező (* 1919)
- 1987 – Gácsi Mihály magyar grafikus (* 1926)
- 1993 – Joseph L. Mankiewicz amerikai író, Oscar-díjas filmrendező (* 1909)
- 2008 – Maharishi Mahesh Yogi indiai transzcendentális vallási vezető (* 1918)
- 2014 – Carlos Borges válogatott uruguayi labdarúgó, csatár (* 1932)
- 2014 – Prandler Árpád jogász, diplomata, a volt Jugoszláviában történt háborús bűncselekményeket vizsgáló Nemzetközi Törvényszék bírája (* 1930)
- 2015 – Schweitzer József Széchenyi-díjas nyugalmazott országos főrabbi (* 1922)
- 2016 – Kőrösi Zoltán  magyar író, film-forgatókönyvíró, dramaturg (* 1962)
- 2017 – Katona Kálmán magyar mérnök, politikus, országgyűlési képviselő, 1998 és 2000 között közlekedési, hírközlési és vízügyi miniszter (* 1948)
- 2020 – Kirk Douglas Oscar-díjas amerikai színész (* 1916)
- 2021
  - Christopher Plummer Oscar-díjas kanadai színész (* 1929)
  - Siklósi Örs magyar zenész, az AWS énekese (* 1991)

## Ünnepek, emléknapok, világnapok
- Szent Ágota napja a katolikus egyházban
- Burundi: az egység napja
- Kongói Köztársaság: az elnök napja
- Mexikó: az alkotmány napja
- San Marino: felszabadulás napja
- Tanzánia: a Forradalmi Állampárt (Chama Cha Mapinduzi) napja